# Steve DiStanislao

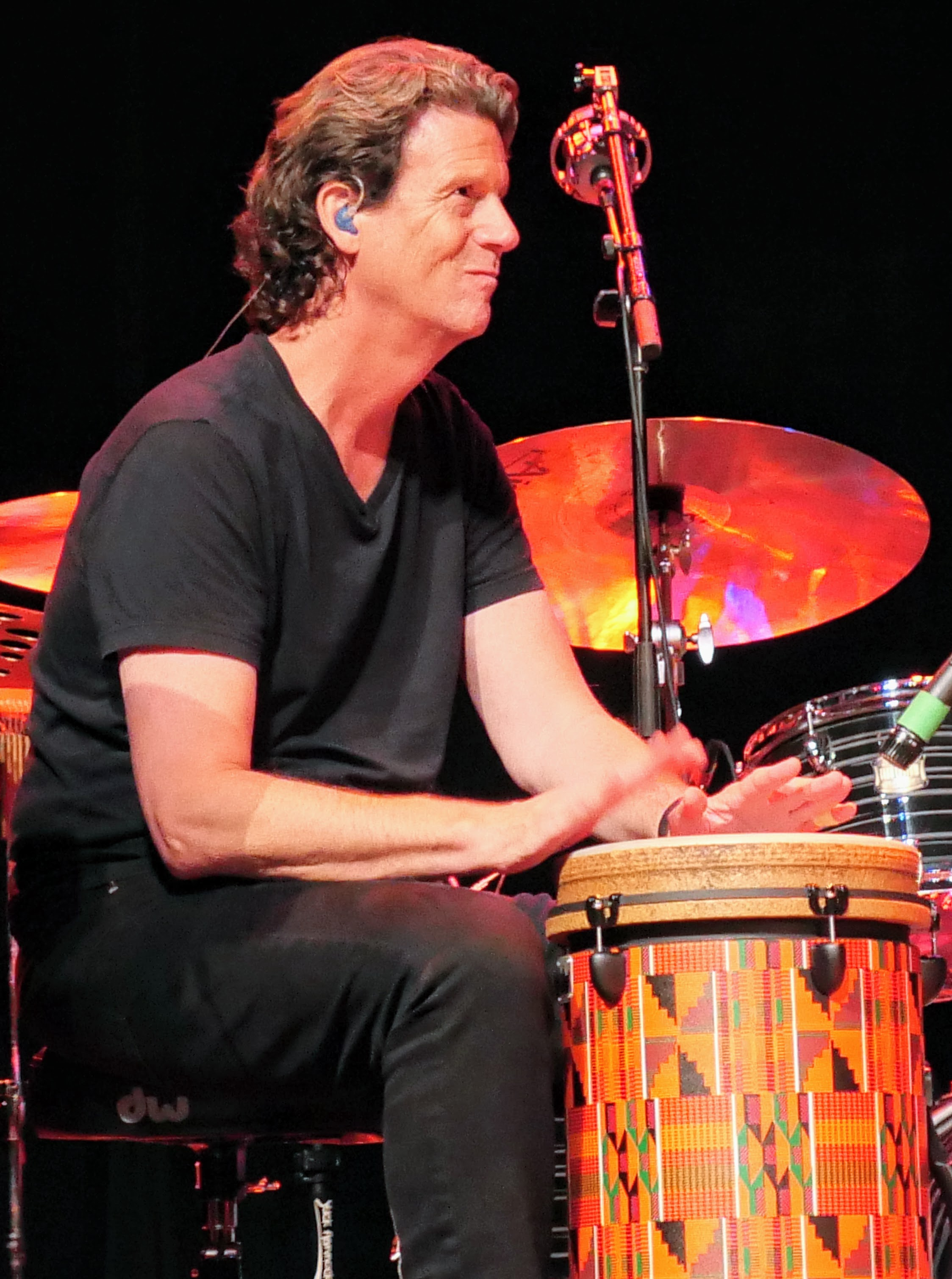
Steve DiStanislao, 2019

Steve DiStanislao (* 18. November 1963 in Orange County, Kalifornien) ist ein US-amerikanischer Schlagzeuger.

## Werdegang
Als Schlagzeuger spielte DiStanislao in seiner musikalischen Vergangenheit mit Kenny Loggins, Loggins and Messina, Joe Walsh, Don Felder, Chris Robinson, Paul Anka sowie mit David Crosby und Graham Nash.
Danach spielte er mit David Gilmour.

## Alben
Mit David Gilmour:
- Rattle That Lock (2015)

## Livealben
Mit David Gilmour:
- Live in Gdańsk (2008)
- Live at Pompeii (2017)